# Кейт и Лео
«Кейт и Ле́о» (англ. Kate & Leopold) — американский романтический комедийный фэнтезийный фильм 2001 года, рассказывающий историю физика по имени Стюарт (Лев Шрайбер), который случайно переносит своего прапрадеда Леопольда (Хью Джекман) через временной портал из Нью‑Йорка 19‑го века в настоящее, где Леопольд и бывшая девушка Стюарта, Кейт (Мег Райан), влюбляются друг в друга.

## Сюжет
Нью-Йорк, 1876 год. Леопольд Алексис Элайджа Уолкер Гарет Томас Маунтбаттен (Хью Джекман), герцог Олбани, происходит из знатного рода, но его семья разорилась, и, чтобы поправить своё материальное положение, он должен взять в жёны богатую американку. На этом настаивает строгий дядя Леопольда — Миллард, однако у Леопольда нет ни малейшего желания вступать в брак, его гораздо больше интересуют различные изобретения.
Леопольда заинтересовывает странный человек, который дважды попадается ему на глаза, но тут же сбегает, едва замечая к себе интерес. Первый раз Леопольд видит его на выступлении инженера Джона Рёблинга о строительстве подвесного Бруклинского моста. Второй раз необычный человек пробирается в кабинет Леопольда и разглядывает его схемы. Последовав за ним, Леопольд догоняет его на мосту, но срывается вместе с ним с высоты и оказывается в 2001 году.
Леопольд приходит в себя на следующее утро в квартире того самого странного человека, который оказывается физиком-любителем по имени Стюарт Бессер (Лев Шрайбер), нашедшим возможность путешествовать в прошлое через временные порталы. Стюарт объясняет, что вернуться в своё время Лео может не раньше, чем через неделю (согласно формуле, которую вывел Стюарт), а пока он должен находиться под его присмотром.
Стюарт уходит выгуливать собаку, но с ним происходит несчастный случай — он падает в шахту неработающего лифта. Тем временем Леопольд, пытаясь освоиться в незнакомой обстановке, знакомится с соседкой Стюарта (к тому же его бывшей девушкой) Кейт (Мэг Райан) и её братом Чарли (Брекин Мейер). Амбициозная Кейт работает товарным экспертом и ожидает повышения, а её брат Чарли — неудачливый актёр, влюблённый в девушку, которую боится пригласить на свидание.
В то время как Стюарт лежит в больнице, Леопольд живёт в его квартире и помогает Кейт в её работе, приняв участие в съёмках рекламы маргарина. Во время ужина Кейт и её босса Джей-Джея (Брэдли Уитфорд) в ресторане появляются Леопольд и Чарли, и происходит неприятный для босса Кейт разговор. На следующий день в качестве извинений за испорченный ужин Леопольд присылает Кейт письмо с приглашением на ужин на крыше.
В назначенное время ровно через неделю Стюарт переправляет Леопольда обратно в XIX век. На фотографиях, которые были сделаны во время путешествия в прошлое, Стюарт замечает Кейт и понимает, что сегодня она должна успеть воспользоваться порталом времени. Вместе с Чарли они объясняют Кейт ситуацию и она соглашается отправиться в прошлое, в последний момент успевая на церемонию объявления будущей супруги герцога. Леопольд замечает её в толпе гостей и объявляет свой выбор — Кейт Маккей из Диснейленда.

## В ролях
| Актёр                 | Роль                           |
| --------------------- | ------------------------------ |
| Мэг Райан             | Кейт Маккей                    |
| Хью Джекман           | Лео                            |
| Лев Шрайбер           | Стюарт Бессер                  |
| Брекин Мейер          | Чарли Маккей                   |
| Наташа Лионн          | Дарси                          |
| Брэдли Уитфорд        | Джей-Джей Камден               |
| Филип Боско           | дворецкий Отис                 |
| Пакстон Уайтхед       | Миллард                        |
| Шарлотта Аянна        | Патрис                         |
| Моник Габриела Карнен | Моника Мартинес                |
| Виола Дэвис           | офицер полиции                 |
| Крейг Бирко           | актёр в рекламе (нет в титрах) |
| Марта Мэдисон         | офисная женщина                |
| Доменик Ломбардоцци   |                                |

## Награды и номинации
- 2001 — номинация на премию «Золотой глобус» в категории «Лучший актёр (комедия/мюзикл)» (Хью Джекман)
- 2001 — премия «Золотой глобус» в категории «Лучшая песня» за композицию «Until», написанную и исполненную Стингом.
- 2002 — номинация на премию «Оскар» в категории «Лучшая песня» за композицию «Until».

## Факты
- Образ Лео частично перекликается с реальной исторической личностью — младшим сыном королевы Виктории и принца Альберта принцем Леопольдом Георгом Дунканом Альбертом, 1-м герцогом Олбани (1853—1884).
- Фамилия Маунтбеттен, которую носит Лео, является английской формой наименования немецкого дворянского рода Баттенбергов, которую в июле 1917 года принял для своей семьи принц Людвиг Александр фон Баттенберг, 1-й маркиз Милфорд-Хейвен, на волне антинемецких настроений в Британии после Первой мировой войны. Таким образом, во время описываемых событий фильме в 1876 году Леопольд ещё не носил фамилию Маунтбаттен.
- В США фильм вышел в канун Рождества 25 декабря 2001 года, отсюда и смысл тэглайна «This Christmas, chivalry makes a comeback».
- Перед съёмками Хью Джекман, сыгравший в фильме роль аристократа Леопольда, ездил в Англию и брал уроки хороших манер, танцев и верховой езды[1].
- В фильме проводится параллель между Леопольдом и изобретателем первого безопасного лифта Элишей Грейвсом Отисом, основателем компании «Otis».
- В исходной версии фильма Леопольд является прапрадедушкой Стюарта, а Кейт, соответственно, приходится ему прапрабабушкой. Этот мотив был вырезан из фильма в последний момент перед премьерой, поскольку отношения Стюарта и Кейт, несмотря на фантастичность путешествий во времени, подпадают под юридический запрет инцеста[2].